# Wiking Modellbau

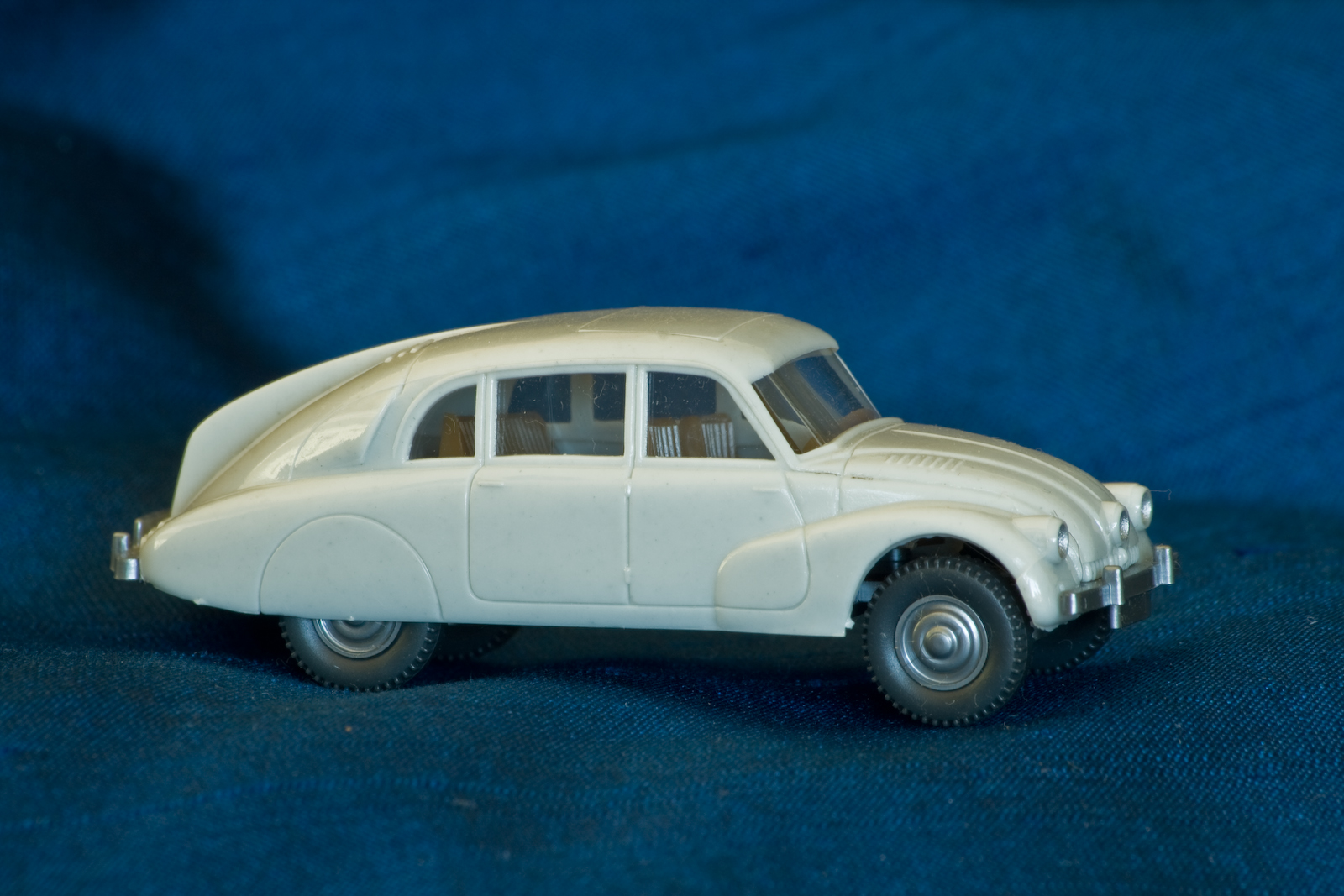
Wiking-modell av Tatra 87.

Wiking Modellbau (Wiking-Modellbau GmbH & Co. KG) med varumärket Wiking är en tillverkare av modellfordon, främst i storleken 1:87. Wiking ingår sedan 1984 i Sieper-gruppen (Siku).
Wiking bildades 1936 av Friedrich Karl "Fritz" Peltzer i Berlin. Bolaget tillverkade då skeppsmodeller och flygplansmodeller. Bolaget tillverkade även modeller av militärfordon. Den tyska militären kom att bli företagets största kund. Efter andra världskriget lades verksamheten ned men återstartades i Buer i västra Tyskland och i Berlin. Ett nytt sortiment togs fram med fordonsmodeller, figurer, träd, trafikskyltar och trafikljus i storleken 1:90.
Friedrich Karl Peltzer avled 1981 och 1984 togs bolaget över av Sieper-gruppen. Tillverkningen var kvar i Berlin fram till 2009 då den flyttades till Sikus fabriker i Lüdenscheid och Złotoryja. Då hade tillverkningen tidigare förts över och även till Kina från 1996 och framåt.